# Mohammad al-Sahlawi
Mohammed al-Sahlawi (arabisch محمد السهلاوي, DMG Muḥammad as-Sahlāwī; * 10. Januar 1987 in Hofuf) ist ein saudi-arabischer Fußballspieler.

## Karriere

### Verein
Seine Karriere begann er im Sommer 2005 beim al-Qadisiyah. Bei diesem verblieb er nur für den Rest der Saison und schloss sich dann zur Saison 2009/10 al-Nasr an. Hier verbrachte er insgesamt zehn Jahre seiner Karriere. In dieser Zeit gewann er mit seiner Mannschaft drei Mal die Meisterschaft und gewann einmal zudem den Crown Prince Cup. Zur Saison 2019/20 schloss er sich dann al-Shabab an, wo er aber nur ein halbes Jahr verblieb und dann weiter zu al-Taawoun ging. Seit der Saison 2021/22 ist er beim Muaither SC in Katar unter Vertrag. 

### Nationalmannschaft
Erstmals im Kader der saudi-arabischen Nationalmannschaft stand er am 14. November 2009 bei einem 1:1-Freundschaftsspiel gegen Belarus. Bei diesem erhielt er jedoch keinen Einsatz. Seinen ersten Einsatz im Nationaldress erhielt er dann am 29. Mai 2010 bei einer 2:3-Freundschaftsspielniederlage gegen Spanien. Hier wurde er in der 65. Minute für Naif Hazazi eingewechselt und erzielte schließlich in der 74. Minute das zwischenzeitliche 2:2. Danach folgten noch ein paar vereinzelte weitere Einsätze bei Freundschafts- und Qualifikationsspielen.
Sein erstes Turnier war dann die Asienmeisterschaft 2015, wo er in jeder Partie der Vorrunde zum Einsatz kam. Bei den darauffolgenden Qualifikationsspielen kam er zudem auch fast immer zum Einsatz. Bei der Weltmeisterschaft 2018 stand er ebenfalls im Kader und kam in den beiden ersten Spielen der Gruppenphase zum Einsatz. Danach beendete er auch seine Karriere in der Nationalmannschaft.